# Geografia di Ergo Proxy
(Ergo Proxy parlando del suo viaggio per il mondo)

Segmento di una carta geografica con le coordinate per Mosk

Questa voce descrive ed elenca il mondo e i luoghi della serie anime Ergo Proxy, diretta da Shukō Murase e sceneggiata da Dai Satō, e del suo manga spin-off Centzon Hitchers & Undertaker, disegnato da Yumiko Harao.
La serie è ambientata sulla Terra, ma in un futuro post-apocalittico dove la ricerca di fonti energetiche alternative ha spinto l'uomo a provocare danni di incomparabile entità alla ionosfera distruggendo a catena gli strati di metano dell'atmosfera terrestre per estrarre l'idrato di metano (alternativa al petrolio e al nucleare) provocando la morte dell'85% della popolazione terrestre, mutando la superficie planetaria in una landa gelida, sterile e tempestosa ed agevolando la proliferazione di un virus letale nell'aria.
Il genere umano, costretto a lasciare il pianeta a bordo di un'astronave detta Boomerang Star per sopravvivere, ne avvia un progetto di rigenerazione, denominato PP ("Proxy Project"), attraverso la creazione di 300 esseri artificiali chiamati proxy ed incaricati di ripopolare la Terra per poi farsi da parte al ritorno dell'umanità (che essi chiamano "Il Creatore") dallo spazio.

## Città-cupola
Le città-cupola o Dome (ドーム?, Dōmu) sono infrastrutture artificiali create dai proxy stessi per adempire al loro compito. Le città cupola, all'interno del quale è riprodotta l'atmosfera terrestre originale, sono progettate per essere autosufficienti e poter ospitare un numero determinato di esseri umani e AutoReiv, motivo per il quale le nascite sono rigidamente controllate. La popolazione che vi risiede è biogeneticamente generata tramite uteri artificiali, mentre le nascite naturali sono fisicamente impossibili.
Il solo ausilio energetico di cui l'infrastruttura ha bisogno è un proxy, che finita la sua opera di creazione va in letargo al fine di alimentarla.
Dato che la serie si sviluppa similmente ad un road movie, nel corso della narrazione vengono mostrate varie città-cupola.

### Romdo
(Re-l Mayer)
Romdo (ロムド?, Romudo) è la principale città-cupola della serie, nonché terra natia della maggior parte dei personaggi. Considerata dai suoi abitanti come l'ultimo paradiso rimasto dopo il disastro ecologico planetario si riferiscono affettuosamente ad essa anche come "La Culla" (クレードル?, Kurēdoru). Il proxy che l'ha creata è Proxy One.
La città è governata dal Reggente Donov Mayer, nonno della protagonista Re-l Mayer.
Falsamente utopistica, Romdo è in realtà simile al regime totalitario dipinto in 1984: è regolata da severissime leggi comportamentali, dalla completa soppressione di qualsiasi emozione, dal consumismo e dal più totale controllo di ogni piccola cosa da parte delle autorità. Oltretutto vi è una profonda divisione classista tra i concittadini, ovvero chi è stato generato dall'utero artificiale di Romdo, e gli immigrati di Mosk, considerati inferiori e costretti al più cieco asservimento nei confronti dei concittadini nella speranza, un giorno, di poterlo diventare a loro volta.
L'amministrazione cittadina è governata da quattro dipartimenti a cui ogni buon concittadino è tenuto ad obbedire e fidarsi ciecamente:
- Dipartimento Amministrativo (管理局?, Kanrikyoku): responsabile di tutte le decisioni interne ed esterne, nonché della corruzione delle informazioni rivolte ai cittadini. È diretto dal Reggente stesso e dai suoi entourage.
- Dipartimento di Sicurezza (市民警備局?, Shimin Keibikyoku): responsabile di mantenere l'ordine pubblico e di preservare la sicurezza della città, come una sorta di servizio segreto. È diretto da Raul Creed.
- Dipartimento di Intelligence (市民情報局?, Shimin Jōhōkyoku): responsabile delle indagini interne cittadine e di sanzionare le infrazioni legislative, come una sorta di servizio di polizia. È diretto da Cage Seal.
- Dipartimento di Salute e Benessere (厚生局?, Kōseikyoku): responsabile della ricerca medica e scientifica nonché della salute dei cittadini, come una sorta di servizio ospedaliero. È diretto da Daedalus Yumeno.

Vi è poi un sottodipartimento di quello di Intelligence, detto Divisione di Manutenzione AutoReiv (オートレイブ処理課?, Ōtoreibu shori-ka), composto unicamente da immigrati e diretto da Petro Seller, il cui compito è appunto supervisionare sui suddetti androidi.
Dopo la creazione della città, Proxy One la abbandona poiché si rende conto della malvagità del piano del Creatore nei confronti dei proxy e, dunque lascia tutto in mano a Donov Mayer (il cui titolo indica appunto il ricoprire un ruolo che spetterebbe al fondatore di Romdo) l'uomo, arrabbiato e confuso, manda dunque delle forze armate a prelevarlo a Mosk (confondendolo in realtà con il suo clone Ergo) e rade al suolo la città trovando però solo Monad Proxy, che fa portare a Romdo al fine di riattivare l'utero artificiale. Con lo svilupparsi della serie, il risveglio e la morte di Monad, nonché la consequenziale fuga di Vincent, la finta utopia rimane priva di energia e, finita l'autosufficienza si avvia inesorabilmente alla caduta.
Dopo lo scontro finale tra Proxy One ed Ergo, Romdo collassa definitivamente su se stessa distruggendosi.

### Mosk
Mosk (モスコ?, Mosuko) è la seconda città-cupola principale della serie, nonché luogo di provenienza del protagonista Vincent Law. Nella versione originale della serie, le si fa riferimento anche come "La Dome perduta" (失われたドーム?, Ushinawareta Dōmu). Il proxy che l'ha creata è Monad Proxy.
Antica città cupola di cui si è molto speculato, visto il nome simile ed i forti richiami, sia costruita nei pressi (o sulle rovine) dell'attuale Mosca; i suoi usi e costumi sono ignoti. A lungo presidiata dalla sua proxy fondatrice Monad, è stata teatro dell'amore tra lei ed Ergo nel momento in cui questi le chiese asilo per sfuggire al destino predesignatogli da Proxy One; amore che culmina con la proposta di Monad di cancellargli la memoria per far sì che viva sotto spoglie umane libero dal peso con cui è stato caricato, pur conscia che questo significhi perderlo per sempre.
La sfortuna vuole che la richiesta d'asilo di Ergo coincidesse con la fuga da Romdo del proxy primigenio, motivo per cui il Reggente romdoniano Donov Mayer, ignaro dell'esistenza di Ergo, invia un esercito armato a Mosk e la rade al suolo, sperando così di costringere a tornare il suo amato creatore. Terminata l'opera di sterminio però, il solo proxy che la gente di Romdo trova è Monad, ormai caduta in letargo come da ciclo vitale stabilito. Comprendendo che l'oggetto della sua ricerca è nascosto in spoglie umane tra gli sfollati moscoviti, il Reggente li accoglie tutti a Romdo in qualità di immigrati.
A seguito della sua fuga da Romdo e della distruzione della Comune, Vincent si dirige a Mosk, assieme a Re-l e Pino, per scoprire qualcosa sul suo passato ma, prima che possa giungervi Raul, scoperta la direzione del ragazzo a causa della trasmissione di MCQ, vi lancia un missile nucleare che rade definitivamente al suolo anche le poche rovine rimaste della città.
Investigando nelle sue macerie infine, i tre protagonisti trovano l'AutoReiv Amnesia, distrutto da Proxy One, con un messaggio registrato che, assieme ad una scritta sul muro simile a quella che Re-l aveva trovato sullo specchio del suo bagno la notte del suo primo incontro con Vincent nei panni di proxy, li guida nuovamente verso Romdo, teatro della resa dei conti tra i due proxy.

### Halos e Asura
(Kazkis Hauer)
Halos (ハロス?, Harosu) e Asura (アスラ?, Asura) sono la città-cupola gemelle rispettivamente create da Senex e Kazkis Proxy; i due regni sono collegati tra di loro a simboleggiare l'amore che unisce i due proxy.
Dopo aver fondato, e presumibilmente anche governato, insieme le città-cupola unificate i due proxy sono andati in letargo promettendosi, al loro risveglio, di rinnovare i loro voti. Durante il lungo sonno delle due creature tuttavia, i residenti delle due città iniziano una guerra che porta le truppe di Halos, guidate dal comandante Patecatl, a estinguere gli abitanti di Asura e continuare la guerra contro i loro instancabili AutoReiv, i Knights (ナイツ?, Naitsu).
Il risveglio di Senex dal letargo porta alla fine della guerra tramite l'uccisione per mano sua di ogni abitante rimasto di Halos, trovando la morte a sua volta poco dopo per mano dell'inconsapevole Ergo, che poi uccide anche Kazkis per difendersi dalla sua ira.

### City Lights Bookstore
Il City Lights Bookstore (シティー・ライツ・ブックストア?, Shitī Raitsu Bukku Sutoa) è il luogo misterioso in cui incappa Vincent dopo aver scoperto di essere un proxy. Dall'aspetto appare come una semplice libreria ma dal momento che il suo gestore, J. J., è indicato quale proxy, è presumibile che in passato sia stata parte di una città-cupola estintasi a seguito del battito cardiaco iniziale del suo fondatore.
Il luogo è probabilmente ispirato al City Lights Bookstore, dato anche l'aspetto e le movenze da Beat Generation di J. J. (Il City Lights fu il primo editore de l'Urlo di Allen Ginsberg). Tale particolarità, unita alle condizioni atmosferiche nebbiose attorno all'edificio fanno presupporre possa sorgere nei pressi (o sulle rovine) dell'attuale San Francisco.
Al suo interno J. J. manipola la psiche del protagonista tramite una serie di illusioni e, pur venendo interrotto più volte dal camuffato Proxy One, riesce a farlo scendere a patti con se stesso e la sua duplice identità.
In seguito al ritorno della luce solare nel finale è da presumere che J. J. sia morto e, dunque, anche il City Lights sia definitivamente decaduto.

### Cupola abbandonata
La desolata landa in cui sorgeva la città-cupola di Charos (カロス?, Karosu) è il luogo dove Vincent e Pino fanno tappa dopo essere stati raggiunti da Re-l; gli unici residenti della zona sembrano essere il gigantesco proxy che ne è artefice ed il suo AutoReiv.
Apparentemente una delle città cupola più antiche della serie, pare che il battito cardiaco iniziale del suo proxy sia avvenuto svariate decine di anni prima dell'inizio della serie e, con esso, la totale estinzione della civiltà e d'ogni forma di vita dipendente dall'utero artificiale conseguentemente arrestatosi.
Sulle macerie della città cupola però, pare poi essere germogliata spontaneamente nuova vita, difatti vi è cresciuta un'intera foresta completa di muschi, arbusti, alberi, licheni, muffe e perfino dei funghi; fatto che, pur sottolineandone il degenero e l'abbandono, la rende de facto il solo esempio di natura non artefatta visto nella serie.
Dopo il passaggio di Ergo sia il proxy che l'AutoReiv muoiono lasciando le rovine disabitate.

### Ophelia
Ophelia (オフィーリア?, Ofīria) è la città-cupola disabitata in cui incappano Vincent e Pino subito dopo che Re-l si è unita a loro. Il proxy che l'ha creata è l'innominato doppelgänger.
Pare dai confusi flashback mostrati sulla storia della città-cupola, nonché dalla grande quantità di supermercati e negozi, che fosse un tempo molto simile a Romdo almeno per l'aspetto economico. La struttura urbanistica è sviluppata in una serie di strade che prendono origine da un lago sulle sui coste sorge una vasta riserva naturale.
Pare che non fu mai il proxy trasformista a governare la città, dal momento che, per sua stessa ammissione, ha passato ogni attimo della sua vita dopo la creazione della cupola a mimetizzarsi tra i cittadini cercando di farsi amare da loro mutando il suo aspetto.
Gli abitanti di Ophelia sono andati incontro alla morte per mano del loro stesso creatore che, stanco di non essere amato da nessuno di loro, li ha assassinati e nascosti sul fondo del lago nel centro cittadino come in un enorme mausoleo.
L'arrivo di Vincent provoca infine anche la morte del proxy carnefice.

### Smile Land
(Will B. Good)
Smile Land (スマイル園?, Sumairu-en) è una città-cupola situata da qualche parte tra Romdo e Mosk sulla strada che i protagonisti intraprendono durante il viaggio di ritorno. Il proxy che l'ha creata è Will B. Good.
Fondata dal suo pacifico e benevolo dittatore di modo da essere un gioioso parco dei divertimenti simile a Disneyland in cui vivere felice assieme agli esseri viventi da lui generati nell'attesa che il Creatore faccia ritorno sulla Terra dichiarando concluso il Proxy Project. Curiosamente tuttavia, il sorriso a Smile Land è diventato talmente di routine che, qualora genuino, suscita nella popolazione una sincera meraviglia.
Nel momento in cui Vincent è prossimo a raggiungere la città-cupola, Good, spaventato dalla distruzione che comporterebbe lo scontro di due proxy nella sua amata terra, entra nei sogni di Pino di modo da estorcerle il punto debole di Ergo ma, vista la ritrosia della piccola AutoReiv a rispondergli la supplica allora di chiedere ai suoi compagni di non fermarsi nella sua città, richiesta che essa accontenta.
Seppur salvata dall'intervento di Pino, è comunque probabile che, con la fine della serie ed il ritorno della luce solare cui è conseguente la morte di tutti i proxy, la città sia comunque decaduta.

## Altri luoghi

### La Comune
La Comune (コミューン?, Komyūn) è un piccolo villaggio a ridosso della città-cupola di Romdo dove si sono stabilite tutte le persone che, nel corso degli anni, ne sono state cacciate o vi sono dovute fuggire ed il cui sistema immunitario è riuscito a sconfiggere l'infezione presente nell'atmosfera. Nel manga spin-off Centzon Hitchers & Undertaker, viene rivelato che è stata fondata svariati decenni prima della serie da Dorothy of Garland, Léon Apple e Hart Woodstock dopo essersi ammarati con la Centzon Totochtin all'esterno di Romdo poiché attaccati dai suoi droni di sorveglianza.
Inizialmente concepita dal trio come un utopia, col tempo è fondamentalmente diventata una comunità di profughi rocambolescamente tenuta insieme dall'anziano giocattolaio Hoody, che ne sogna il reintegro nella città-cupola o, se possibile l'autogoverno. In realtà l'intera città di Romdo, eccezion fatta forse per Daedalus, è all'oscuro perfino dell'esistenza della Comune.
Dopo che Vincent fugge da Romdo insieme a Pino poiché accusato ingiustamente di omicidio, si stabilisce per qualche periodo proprio alla Comune; ma la sua presenza sul luogo porta il villaggio all'attenzione di Raul Creed che vi invia alcuni droni armati uccidendo gran parte degli abitanti e costringendo alla fuga gli altri che, in seguito moriranno comunque di stenti nelle lande esterne al perimetro romdoniano.

### Le grotte
Le Grotte (洞窟?, Dōkutsu) sono delle strutture cavernose sotterranee poste a poche decine di miglia di distanza da Mosk ed abitate da comunità di creature mutanti evolutesi di conseguenza alla permanenza nel luogo.
Apparentemente l'origine delle grotte e dei loro abitanti va ricercata nel peggioramento delle condizioni ambientali terrestri, quando, durante l'esodo umano col Boomerang Project, non potendo caricare tutti gli abitanti del pianeta, la nave ne ha lasciati a terra alcuni. Tali reietti hanno poi cercato riparo dal virus diffusosi nell'atmosfera proprio nelle grotte che, tuttavia, contenevano una forte quantità di sostanze mutagene, le quali li hanno progressivamente avvelenati portandoli alla morte e sviluppando mutazioni genetiche nella loro progenie.
Le creature residenti nelle grotte non sono in grado di parlare, agiscono come animali più che come persone e, pur potendo sopravvivere ai gas presenti nelle strutture sotterranee, non sopravviverebbero nella normale atmosfera, tuttavia a parte ciò, essi sono le sole creature viventi di cui si abbia notizia ad aver preservato la capacità di procreare.